# Sora Ltd.
Sora Ltd. es una compañía de videojuegos japonesa fundada por Masahiro Sakurai el 30 de septiembre de 2005. Sora no es una desarrolladora de videojuegos convencional ya que cuenta solamente con dos empleados, Masahiro Sakurai y su esposa Michiko Sakurai. La compañía funciona como una agencia para que ambos sean contratados por otras empresas desarrolladoras de videojuegos, generalmente con Masahiro asumiendo el rol de director general y Michiko el de diseñadora de interfaces. El trabajo más destacado de la compañía ha sido el haber codesarrollado tres títulos de la saga Super Smash Bros. (Super Smash Bros. Brawl, Super Smash Bros. para Nintendo 3DS y Wii U y Super Smash Bros. Ultimate). También ha participado en la creación de los juegos Meteos y Kid Icarus: Uprising.

## Historia
Sora se creó como una agencia que contrataría a Masahiro Sakurai como diseñador de videojuegos freelance para diferentes compañías. Su primer proyecto bajo Sora fue  Meteos  con Q Entertainment. Satoru Iwata de Nintendo contrató a Sakurai, alguien con quien había trabajado en HAL Laboratory, para trabajar en Super Smash Bros. Brawl. El desarrollo fue apoyado por varios otros estudios, incluyendo Game Arts y Monolith Soft. El 18 de febrero de 2009, Nintendo anunció la formación de Project Sora, una subsidiaria creada para desarrollar un nuevo videojuego, que sería dirigido por Sakurai. El grupo de desarrollo estaba ubicado en Itabashi, Tokio. La compañía se formó oficialmente el 22 de enero de 2009, con un capital de 200 millones de yenes, de los cuales el 72% fue proporcionado por Nintendo y el resto por Sora Ltd. y otras partes. Sakurai fue el presidente de la compañía. El estudio comenzó a desarrollar Kid Icarus: Uprising  con un equipo de 30 desarrolladores (la mayoría de los cuales eran reclutas contratados por Nintendo para el desarrollo de Super Smash Bros. Brawl), con más personal reclutados durante el proceso de desarrollo. Kid Icarus: Uprising fue lanzado en marzo de 2012 para Nintendo 3DS. Project Sora dejó de operar el 30 de junio. El sitio web oficial de Project Sora anunció: "La compañía se disolvió el 30 de junio de 2012. Muchas gracias por su patrocinio hasta ahora. Este sitio web se cerrará el 31 de julio." En consecuencia, Sora Ltd. se convirtió en un desarrollador independiente. Bandai Namco Studios colaboraría con Sora Ltd. para el desarrollo de Super Smash Bros. para Nintendo 3DS y Wii U y Super Smash Bros. Ultimate. Ambos juegos fueron publicados por Nintendo. El 2 de abril de 2025, fue anunciado Kirby Air Riders durante el directo de presentación de la consola Nintendo Switch 2. Masahiro Sakurai será el director del juego, repitiendo su rol tras Kirby Air Ride, el cual fue lanzado en 2003.

## Juegos desarrollados
| Año de lanzamiento | Título                                      | Distribuidor | Desarrolladores asociados | Plataformas         |
| ------------------ | ------------------------------------------- | ------------ | ------------------------- | ------------------- |
| 2005               | Meteos                                      | Nintendo     | Q Entertainment           | Nintendo DS         |
| 2008               | Super Smash Bros. Brawl                     | Nintendo     | Game Arts                 | Wii                 |
| 2012               | Kid Icarus: Uprising                        | Nintendo     | Project Sora              | Nintendo 3DS        |
| 2014               | Super Smash Bros. para Nintendo 3DS y Wii U | Nintendo     | Bandai Namco Studios      | Nintendo 3DS, Wii U |
| 2018               | Super Smash Bros. Ultimate                  | Nintendo     | Bandai Namco Studios      | Nintendo Switch     |
| 2025               | Kirby Air Riders                            | Nintendo     | Bandai Namco Studios      | Nintendo Switch 2   |